# The Misadventures of Sheriff Lobo
The Misadventures of Sheriff Lobo est une série télévisée américaine en 37 épisodes de 45 minutes, créée par Glen A. Larson et diffusée entre le 18 septembre 1979 et le 5 mai 1981 sur le réseau NBC. Durant sa deuxième saison, la série a été renommée Lobo. Elle est le spin-off de la série B.J. and The Bear.
Cette série est inédite dans tous les pays francophones.

## Distribution
- Claude Akins : Sheriff Elroy P. Lobo
- Mills Watson : Deputy Perkins
- Brian Kerwin : Deputy Birdwell « Birdie » Hawkins
- Cydney Crampton : Rose Lobo Perkins (Saison 1)
- Janet Lynn Curtis : Margaret Ellen (Saison 1)
- Leann Hunley (en) : Sarah Cumberland (Saison 1)
- Nell Carter : Sergeant Hildy Jones (Saison 2)
- Nicolas Coster : Chief J.C. Carson (Saison 2)
- Amy Botwinick : Peaches (Saison 2)
- Tara Buckman : Brandy (Saison 2)

## Épisodes

### Pilote (1979)
B.J. and The Bear : Lobo (saison 1, épisode 12)

### Première saison (1979-1980)
1. The Day That Shark Ate Lobo
2. Dean Martin and the Moonshiners
3. Panhandle Pussycats Come to Orly
4. Disco Fever Comes to Orly
5. The Mob Comes to Orly
B.J. and The Bear : Run for the Money: Part 1 (cross-over, saison 2, épisode 6)
6. Run for the Money: Part 2
7. Run for the Money: Part 3
8. Buttercup, Birdie, and Buried Bucks
9. The Senator Votes Absentee
10. The Boom Boom Lady
11. First to Finish, Last to Show
12. Hail! Hail! The Gang's All Here
13. The Luck of the Irish
14. Double Take, Double Tak
15. Police Escort
16. Who's the Sexiest Girl in the World
17. The Martians Are Coming, the Martians Are Coming
18. Treasure of Nature Beach
19. Perkins Bombs Out
20. Birdie's Hot Wheels
21. The Haunting of Orly Manor
22. Mystery on the Orly Express
23. Orly's Hot Skates

### Seconde saison (1980-1981)
1. The Dirtiest Girls in Town
2. The Girls with the Stolen Bodies
3. The Fastest Women Around
4. Macho Man
5. Airsick - 1981
6. Co-eds with Sticky Fingers
7. Sex and the Single Cop
8. Another Day, Another Bomb
9. The French Follies Caper
10. Bang, Bang... You're Dead!
11. The Cowboy Connection
12. What're Girls Like You Doing in a Bank Like This?
13. Lobo and the Pirates
14. The Roller Disco Karate Kaper
15. Keep on Buckin'